# Sandhamn

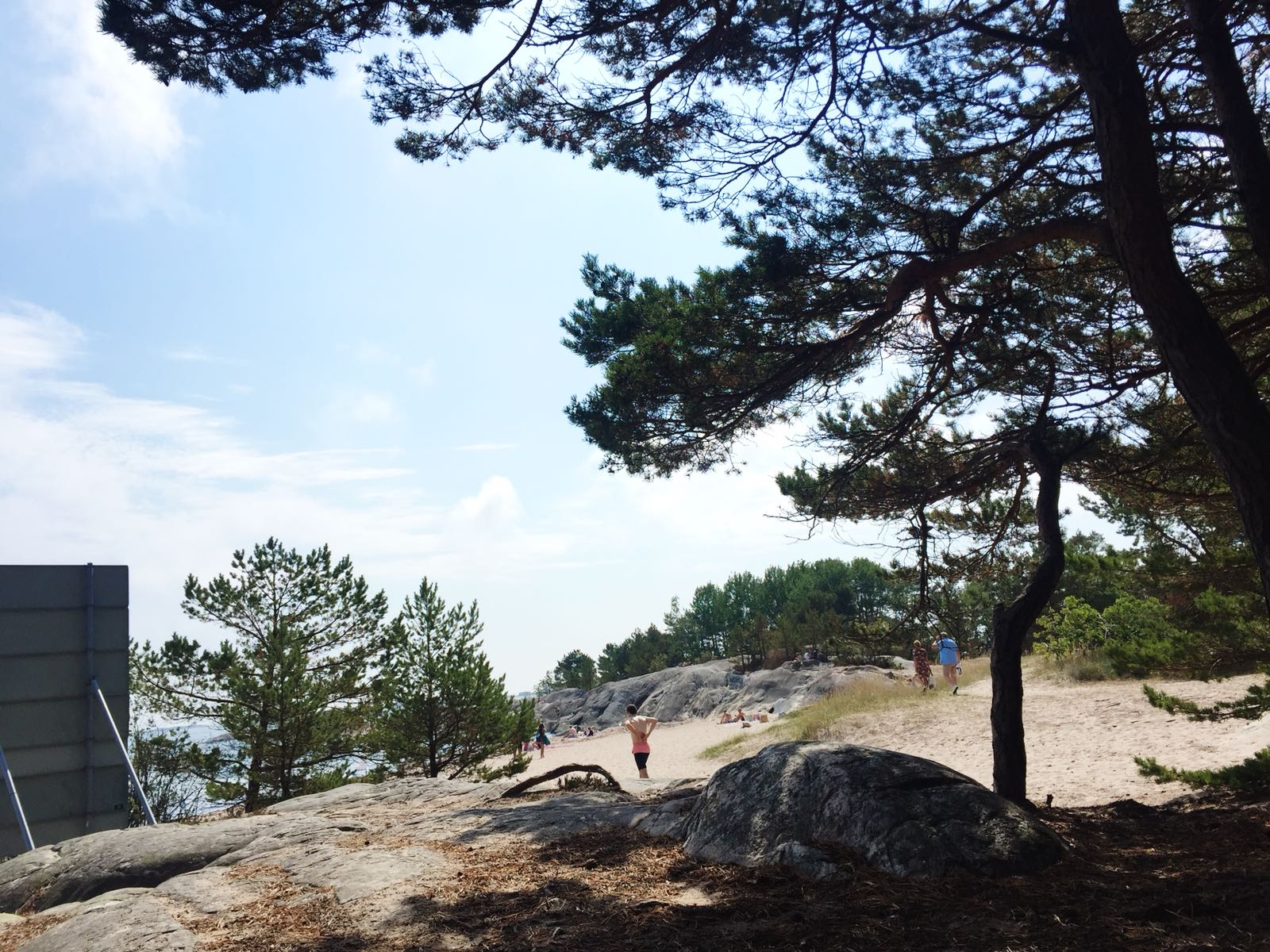
Strand auf Sandhamn

Sandhamn ist eine Ortschaft (småort) auf der Insel Sandön in der Gemeinde Värmdö in Uppland. Sie befindet sich im östlichen Teil des Stockholmer Schärengartens.
Die Lage des Ortes, ziemlich weit draußen auf dem offenen Meer, hat diesen Platz zu einem beliebten Aufenthaltsort für Sommergäste und Segler gemacht. Sandhamn ist ein Zentrum für die Sommeraktivitäten der Kungliga Svenska Segelsällskapet (KSSS) (deutsch Königlich Schwedische Segelgesellschaft) und somit ein klassischer Startplatz für verschiedene Segelregatten, unter anderem die Gotland Runt und die Sandhamnsregattan. Zusätzlich gibt es noch gute Bademöglichkeiten in Trouville und Fläskberget.
Sandhamn wird unter anderem von der Fahrgastlinie Waxholmsbolaget angelaufen. Die Schiffe verkehren von Stockholm, Vaxholm und Stavsnäs. Im Ort gibt es mehrere Hotels und Restaurants, von den das Sandhamns Värdshus aus dem 17. Jahrhundert das bekannteste ist. Das Seglerhotel von Sandhamn mit seinem Seglerrestaurant sowie die Tauchbasis sind beliebte Treffpunkte.

## Geschichte
Sandhamn wurde das erste Mal im Mittelalter erwähnt. Damals noch unter dem Namen Swea Sandhö.
Zu Beginn wurde Sandhamn als Weidefläche für die Bauern der Nachbarinsel Eknö genutzt. Der geschützt liegende Hafen in Sandhamn wurde im 16. Jahrhundert als Ankerplatz für große Segelschiffe benutzt. Diese warteten dort die Flauten im Sommer, die Stürme im Herbst oder das dicke Eis im Winter ab. Sandhamns Hafen war auch der Ort, an dem die Flotte von Gustav I. Wasa wartete, um die Schlacht gegen Christian II. zu beginnen.
Etwa im Jahr 1670 entdeckte der Zoll die strategische Lage der Insel und eröffnete eine Zollstation. Mit der Einrichtung der Zollstation begann sich der Ort mehr und mehr zu entwickeln. Im Jahr 1710 wurde im Ort eine so genannte Sternschanze mit einer Artilleriebatterie errichtet. Die Festung hielt sich lange Zeit, begann aber in der Zeit nach dem Ersten Weltkrieg immer mehr zu verfallen. Während der Russischen Verwüstungen im Jahr 1719 wurde der gesamte Ort bis auf die Grundmauern niedergebrannt, doch schon innerhalb weniger Jahre hatten die Bewohner diesen wieder aufgebaut.
Ab 1726 wurde eine Schifffahrtsroute für ausländische Schiffe bei Sandhamn eröffnet und die Tätigkeiten des Zolls verstärkten sich. Im Jahr 1752 wurde dem Zoll sein bisheriges Gebäude zu klein und man begann, ein größeres zu errichten. Das Gebäude wurde nach Plänen des Schlossarchitekten Carl Hårleman errichtet. Um Platz für die neue Zollstation zu schaffen, riss man einige Gebäude ab. Zum Teil wurden diese an anderer Stelle wieder aufgebaut. Zu diesen Gebäuden zählt auch das Sandhamns Värdshus.
Auf Sandhamn gab es früher eine intensive Lotsentätigkeit. Zu Beginn ging diese von der Nachbarinsel Eknö aus, doch etwa Mitte der 1880er-Jahre verlagerte sich diese in den Ort. Mit der Zollstation und dem Lotsenstützpunkt entwickelte sich der Ort immer mehr. Im Jahr 1880 lebten dort circa 300 Bewohner. Am Ende des 19. Jahrhunderts wurde die Dampfschifffahrt gebräuchlich. Mit dieser Entwicklung kam auch eine frühe Form des Tourismus in Gang. Der schwedische Schriftsteller August Strindberg verbrachte einige Sommer auf der Insel.
Im Jahr 1897 errichtete die Königlich-Schwedische-Segelgesellschaft (KSSS) ihr Clubhaus in Sandhamn. Mit dieser kamen auch immer mehr Freizeitsegler in den Ort. Das Gebäude wurde von Fredrik Lilljekvist entworfen und wird heute als Hotel und Konferenzgebäude genutzt. Sandhamn wurde nun mehr und mehr zur Seglermetropole. Im Jahr 1939 war Sandhamn das Ziel der Segelregatta Gotland Runt. Ab dem Jahr 1963 waren sowohl Start als auch Ziel in Sandhamn.

## Sonstiges
Die Familie der schwedischen Schriftstellerin Viveca Sten besitzt seit 1917 in Sandhamn ein Ferienhaus. Ihre Kriminalromane hat sie in Sandhamn angesiedelt. Unter dem Titel Morden i Sandhamn wurden sie in den Jahren 2010 bis 2017 für das schwedische Fernsehen am Originalschauplatz verfilmt. Seit 2014 werden die Miniserien in bisher acht Staffeln unter dem deutschen Titel Mord im Mittsommer im ZDF ausgestrahlt.

## Bilder

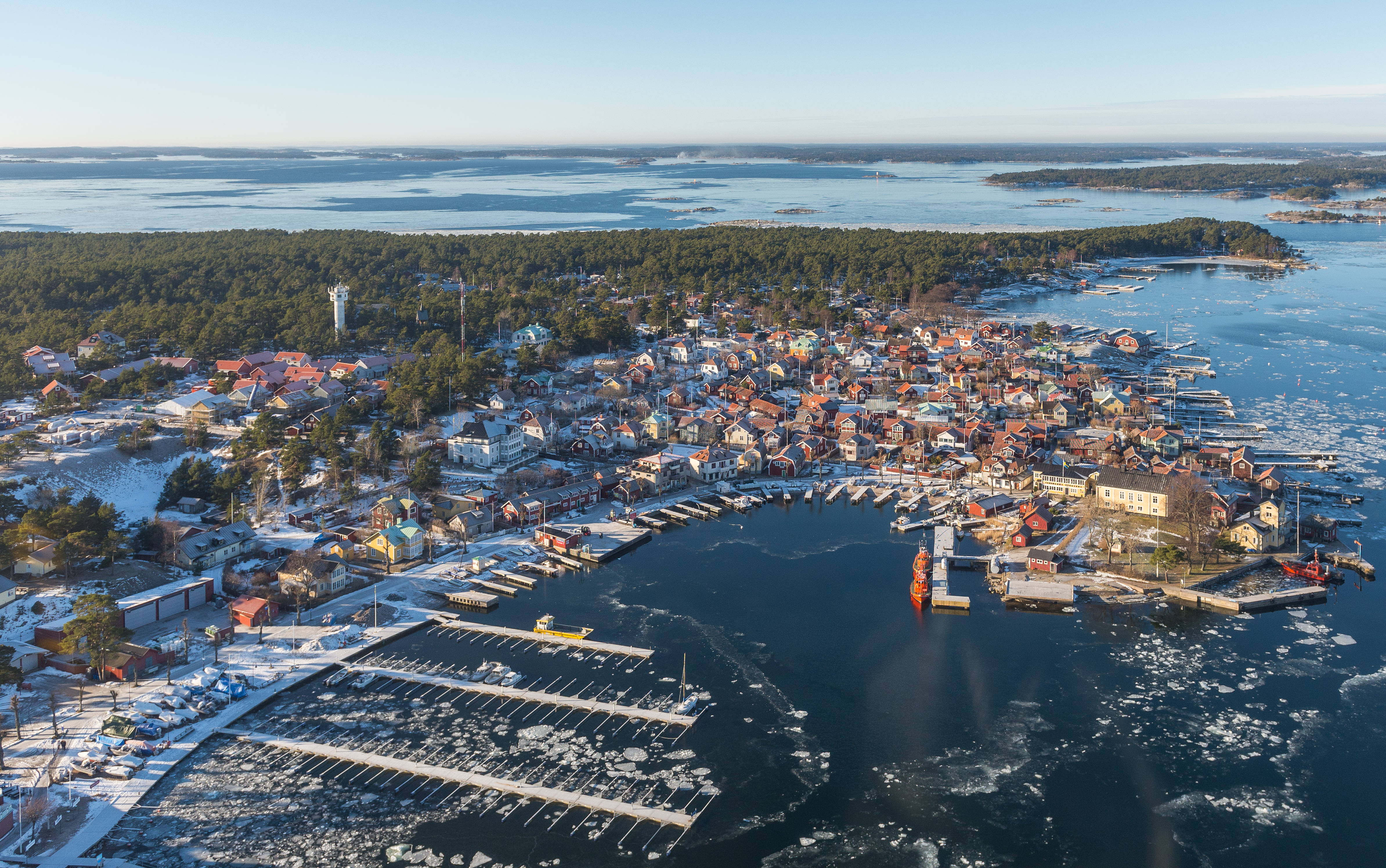
Luftaufnahme von Sandhamn
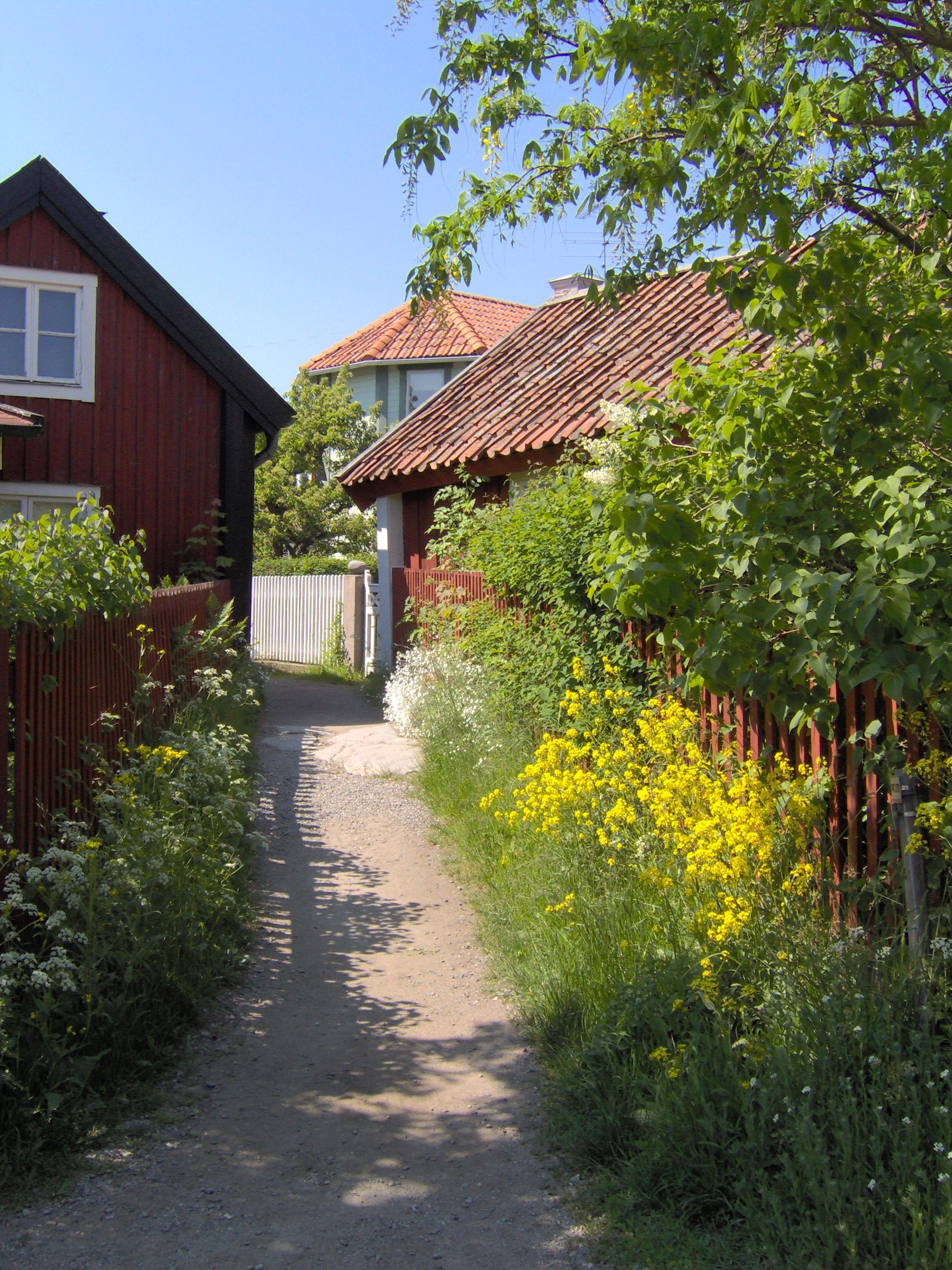
Auf Sandhamn gibt es keine Straßen, nur Wege und kleine Steige
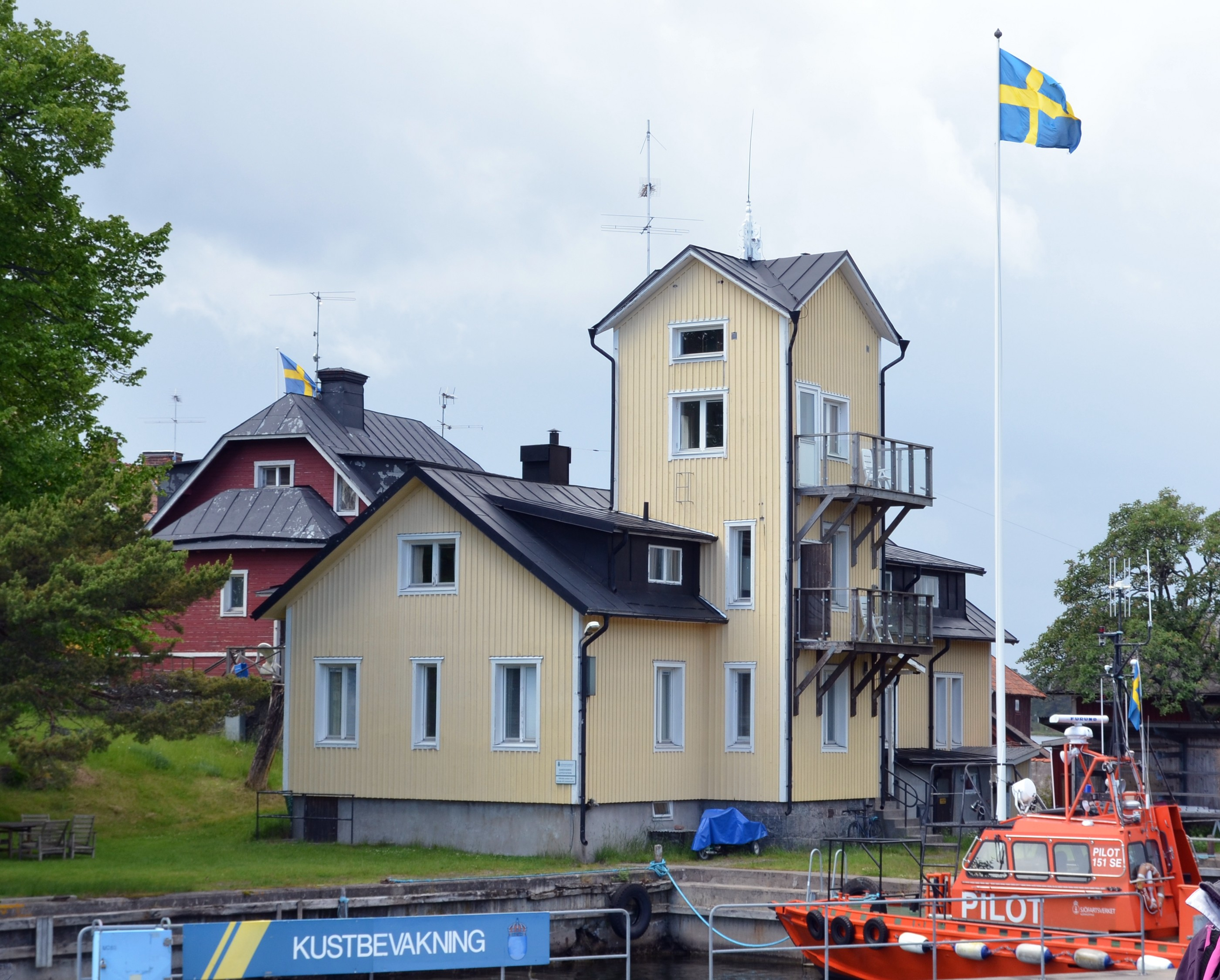
Sandhamns Lotsenstation. Im oberen Fenster befand sich früher ein Leuchtfeuer
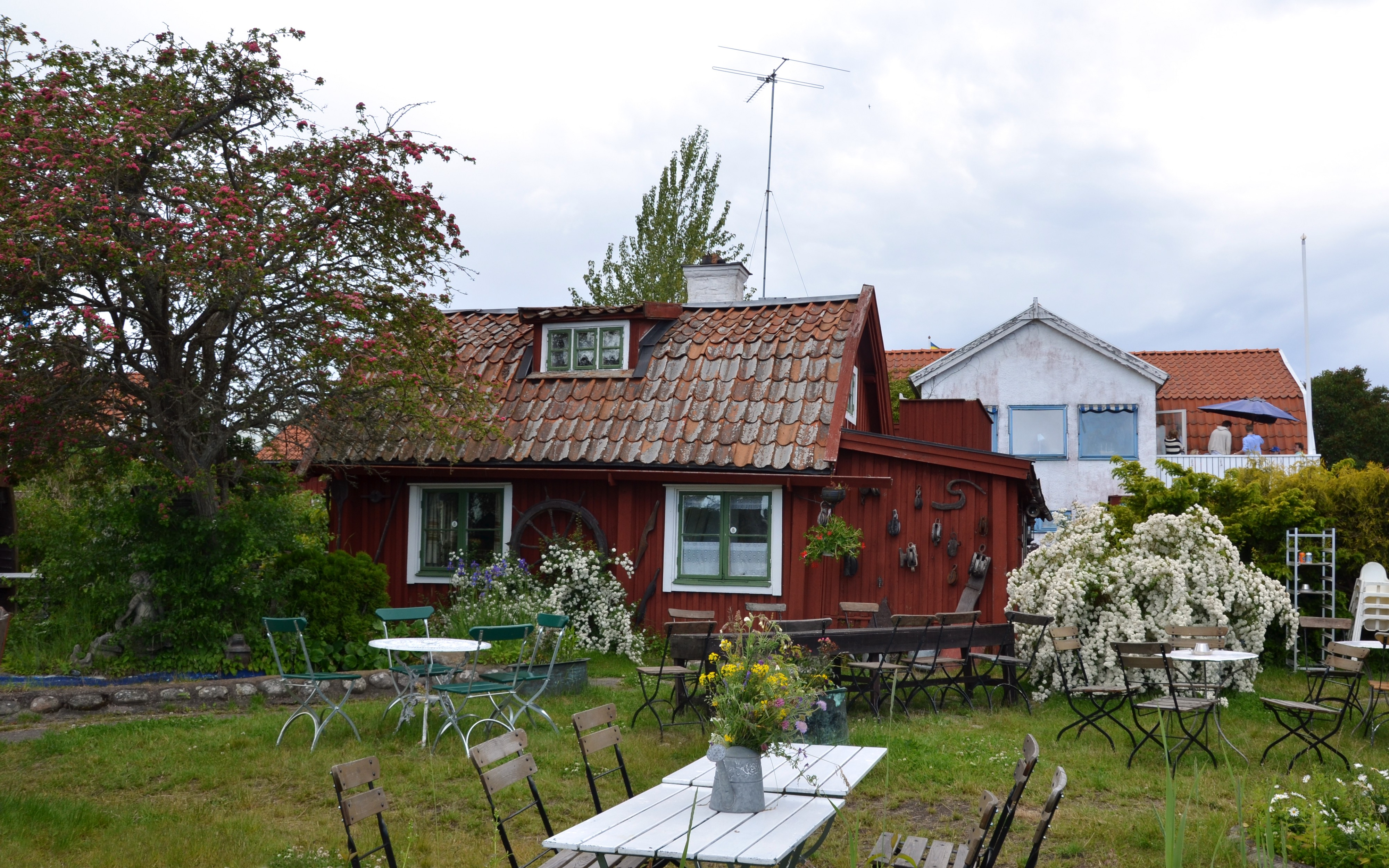
Strindbergsgården
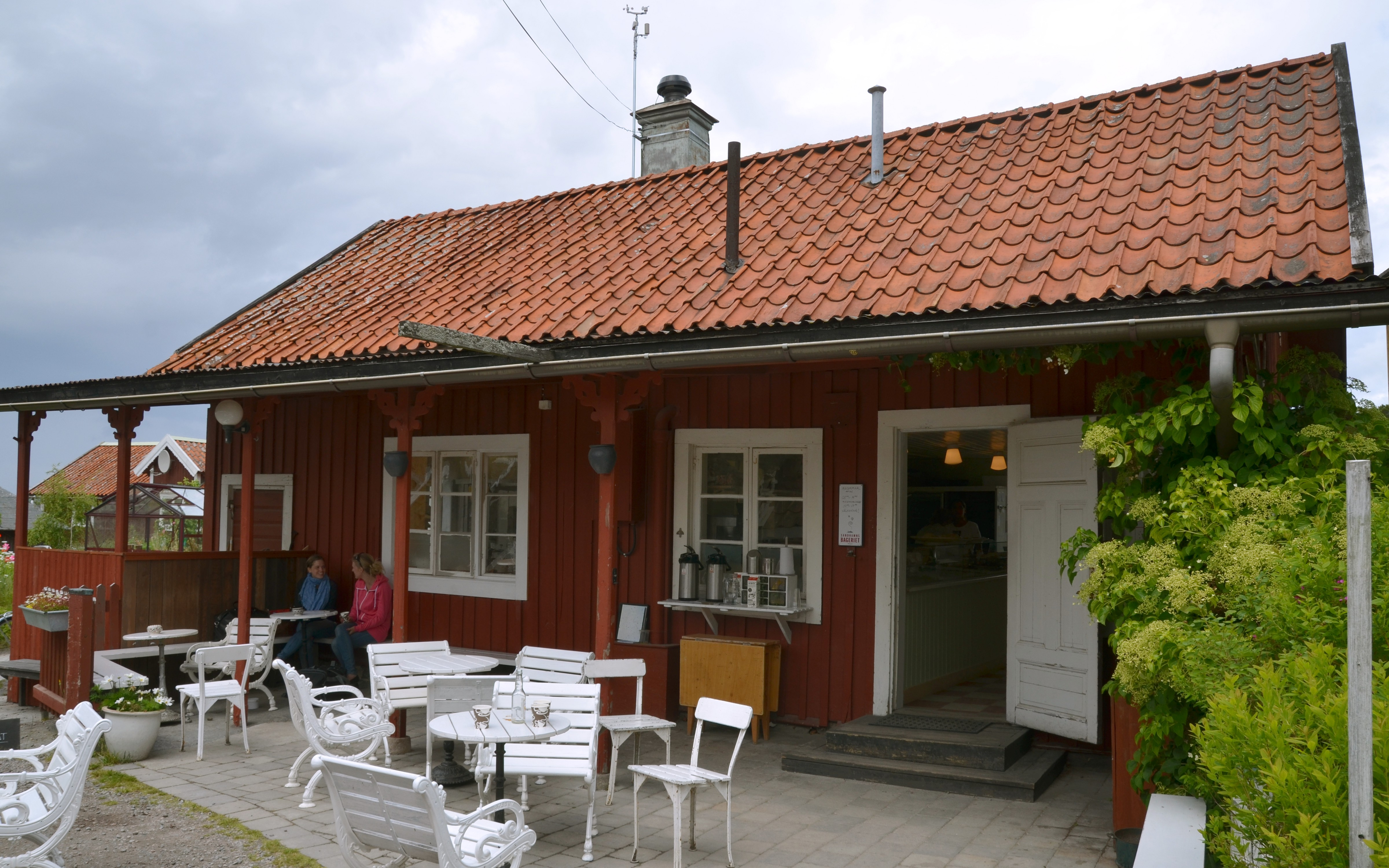
Sandhamns Bäckerei
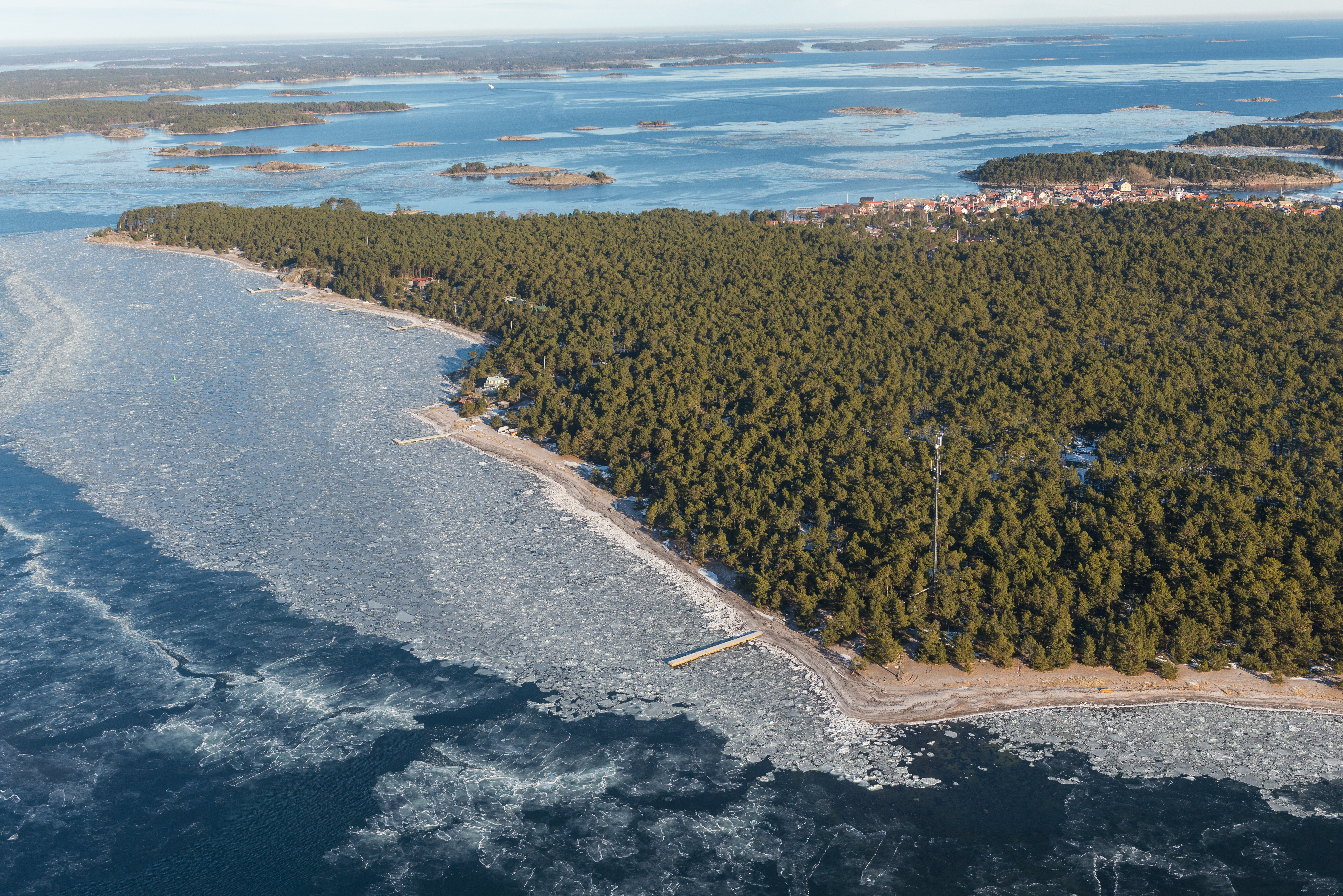
Sandöns östlicher Teil
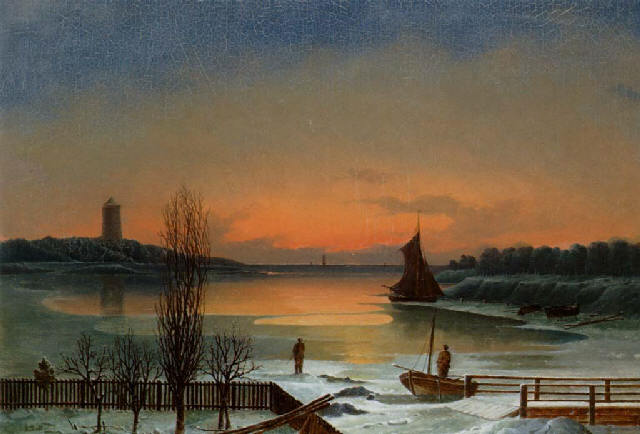
Aussicht von der Zollstation